# Salama (Tanzania)
Salama è una circoscrizione rurale (rural ward) della Tanzania situata nel distretto di Bunda, regione del Mara. Conta una popolazione di 9 073 abitanti (censimento 2012).